# Zaghawa
Zaghawa – grupa etniczna zamieszkująca we wschodniej części Czadu oraz na zachodzie Sudanu, w większości w Darfurze. Liczą około 171 tys. osób. 
Nazywają siebie samych beri, natomiast określenie zaghawa zostało im nadane przez sąsiadujące plemiona arabskie. Posługują się językiem zaghawa. Zajmują się pasterstwem bydła i wielbłądów oraz w dosyć znacznym stopniu uprawą ziemi. W XVII wieku przyjęli islam, jednak ciągle żywe są zapożyczenia z wierzeń tradycyjnych.
Były prezydent Czadu Idriss Déby wywodził się z ludu Zaghawa, tak jak wielu członków rządu. Na terenie Sudanu przedstawiciele tej grupy etnicznej są aktywni w wielu ruchach zbrojnych zaangażowanych w konflikt w Darfurze.